# 舶兰礁
舶兰礁，西方文献称为 Petley Reef，中国渔民俗称高佛、高不或高杯，是一座位于南中国海南沙群岛中的珊瑚礁，中華人民共和國、中華民國、菲律賓等國均宣稱擁有其主權。
舶兰礁实际上是郑和群礁的一部分，位于郑和群礁的北端，呈椭圆形，长约1.8公里，宽约1.3公里。低潮露出海面。